# Танатология
Танатологията е наука за причините, протичането и последствията от смъртта. Названието произлиза от името на древногръцкия бог на смъртта Танатос (на гръцки: θάνατος).
Изучаваният от танатологията механизъм на настъпване на смъртта се нарича танатогенеза.
Смъртта е един от основните параметри на колективното съзнание. Възприятието на смъртта, задгробния свят и връзката между живи и мъртви е основна социо-културна характеристика на историческите епохи.